# Площадь Победы — Софийская
Площадь Победы — Софийская — центральная (главная, парадная) площадь Великого Новгорода. Располагается перед Домом Советов и Новгородским кремлём.

## История названия
Первое название площади — Софийская — появилось в XIX веке.
22 января 1919 года решением объединённого Собрания губернских учреждений в память о жертвах Кровавого воскресенья она была переименована в площадь 9-го января.
1 апреля 1946 года она стала площадью Победы в честь победы в Великой Отечественной войне, в 1991-м году площади вернули название — Софийская, а 28 апреля 2005-го года ей было присвоено двойное название — площадь Победы — Софийская.

## История

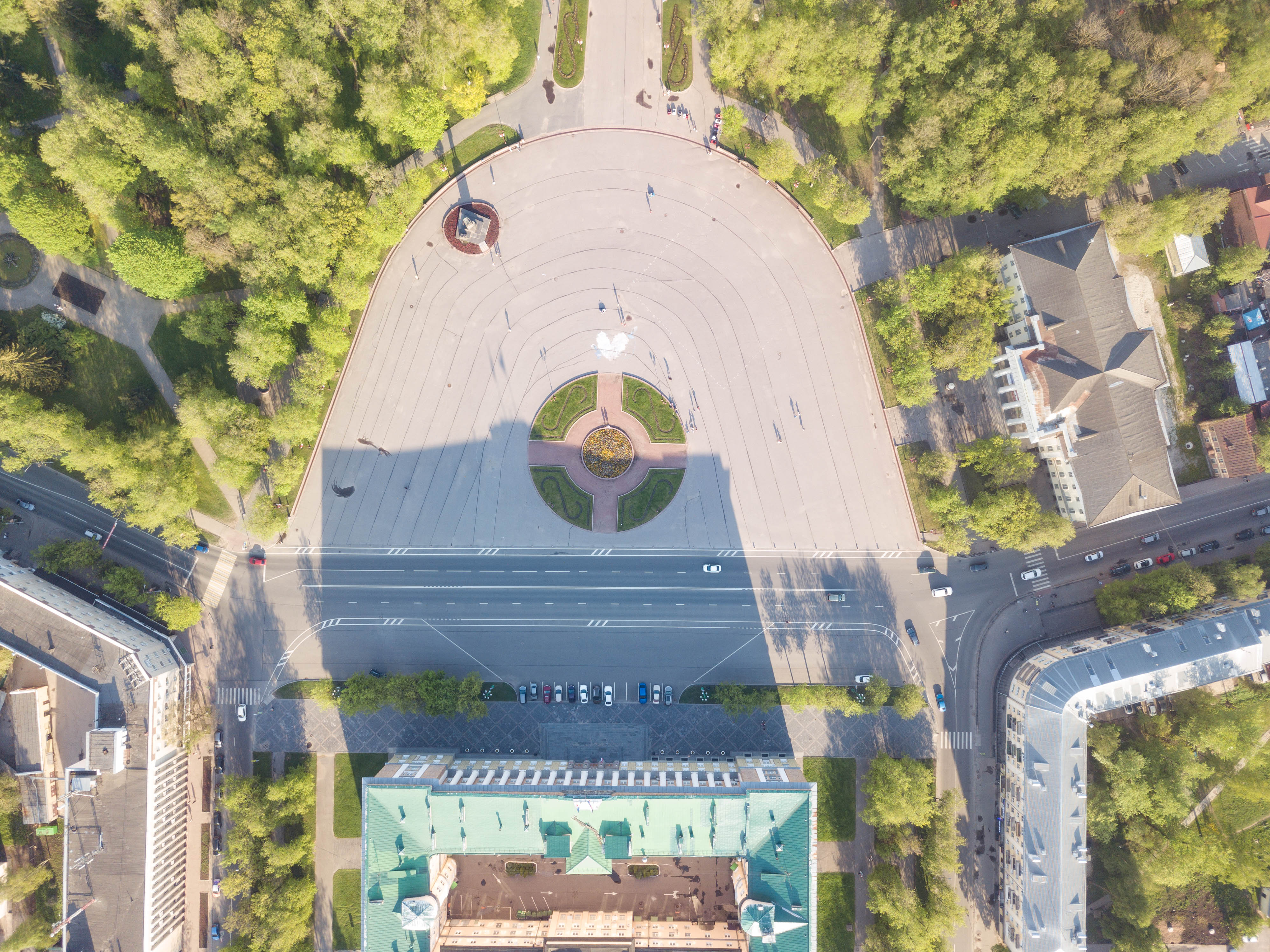
Софийская площадь сверху

Площадь появилась по генеральному плану 1778 года, в котором масштабно перепланировался город. До устройства площади территория, примыкавшая с запада к кремлю, была плотно застроена частными деревянными домами, которые для устройства площади были выкуплены у владельцев. После реконструкции по проекту архитектора Федора Рерберга площадь, задуманная сначала как торговая, стала использоваться главным образом военными, получившими пространство для занятий, смотров и парадов. Тогда же было разобрано располагавшееся в центре площади здание городских весов. С возведением в середине XIX столетия здания Дворянского собрания площадь разделилась на две части — «парадную» Софийскую и торговую Сенную.
Одним из первых зданий на площади стал построенный в конце XVIII в. так называемый Съезжий дом, где размещались полицейская часть и пожарная команда. Здание венчал бельведер, впоследствии заменённый высокой круглой башней-каланчой, на которой при обнаружении пожара появлялся соответствующий сигнал. В 1828 году Съезжий дом был перестроен по проекту архитектора Троепольского: здание было надстроено, с двух сторон появились одноэтажные пристройки. Впоследствии и они были надстроены. На втором этаже размещались квартира и кабинет брандмейстера, канцелярия, архив, на третьем — квартиры частного пристава и повивальной бабки. В пристройках находились конюшни и сарай для пожарных инструментов. В 1849 году Новгородская пожарная команда состояла из брандмейстера, двух унтер-офицеров и 28 рядовых. «Материальная часть» включала в себя 34 лошади, 9 труб и «все прочие принадлежности».
После революции Съезжий дом по-прежнему занимали пожарные, однако в годы немецкой оккупации Новгорода, зимой 1941—1942 годов, сгоревшее здание было разобрано. Тогда же разобрали стоявший к югу от Съезжего дома двухэтажный дом штабс-капитана Н. А. Леонтьева. В 1954—1959 годах на их месте появилось самое большое по сей день сооружение на площади — Дом Советов, проект которого был разработан архитектором Ромуальдом Шафрановским на основе типового проекта административного здания. В настоящее время в Доме Советов размещается областное правительство.